# Breadalbane-brochen
Breadalbane-brochen er en forgyldt keltisk broche i sølv, der sandsynligvis er fremstillet i Irland, men som senere er modificeret i Skotland. Den stammer sandsynligvis fra 700-tallet og er blevet ændret i 800-tallet. Dens udformning og komplicerede design gør den til en del af en udvalgt gruppe af brocher eller dragtspænder, der blev fremstillet i Irland og Storbritannien i den sene "guldalder" af keltisk kunst.
Den er ca 9,8 cm i diameter og vejer 140,8 g.
Den har været udstillet på British Museum siden 1919.